# Porte des Ternes
La porte des Ternes est une porte de Paris, en France, située dans le 17e arrondissement.

## Situation et accès

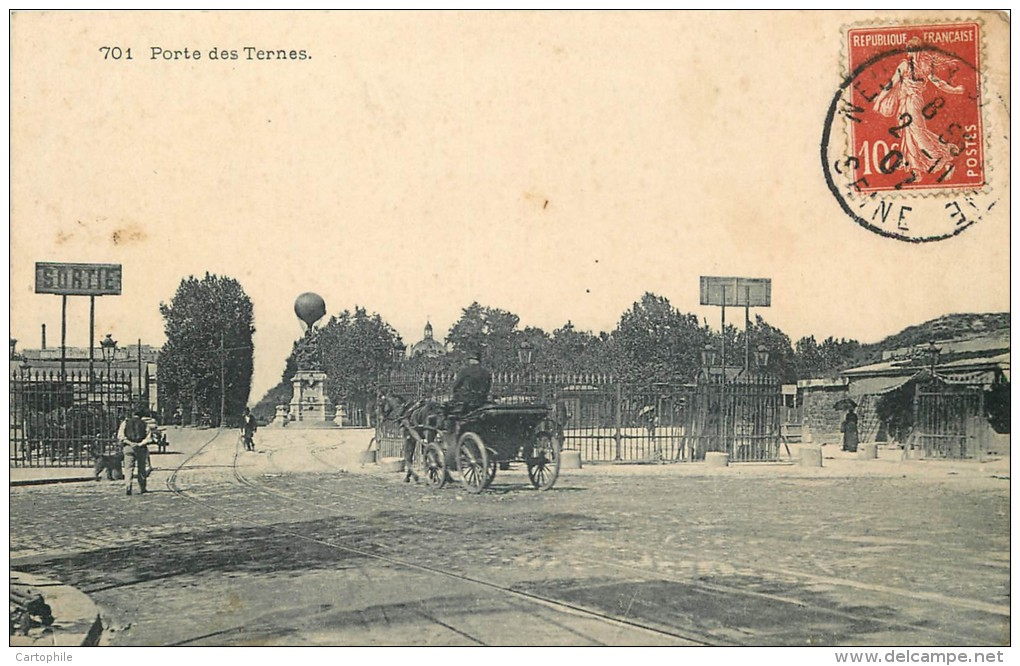
La porte des Ternes vers 1910.

La porte des Ternes est une porte de Paris située à 300 m au nord de la porte Maillot et 300 m au sud de la porte de Villiers. Elle se trouve dans le prolongement de l'avenue des Ternes et donne accès à la ville de Neuilly-sur-Seine (avenue du Roule) via l'avenue de la Porte-des-Ternes.
La porte des Ternes dispose d'un accès partiel aux voies du périphérique.
Elle est desservie par les lignes de bus RATP 43 et 274. Elle pourrait être desservie par la ligne de tramway T3b qui est prolongée de la porte d'Asnières à la porte Dauphine depuis le 5 avril 2024,.

## Description

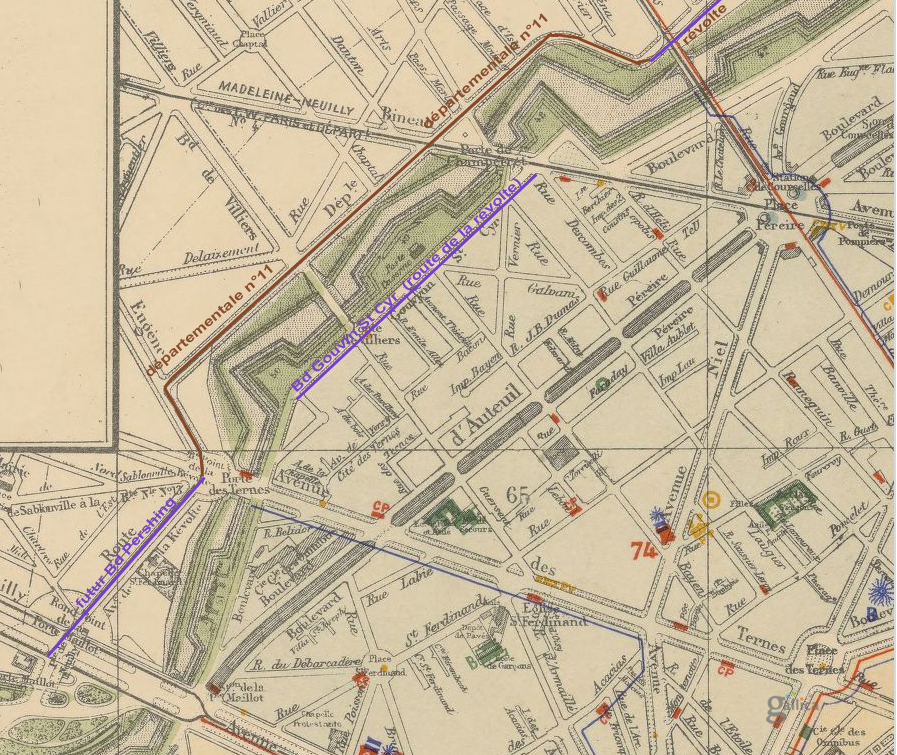
Place de la Révolte - porte des Ternes (1900).

La porte des Ternes est une appellation ancienne qui n'existe plus dans la nomenclature officielle des rues de Paris, même si les Parisiens en utilisent toujours le nom et que l'avenue de la Porte-des-Ternes y figure encore.
Située à l’extrémité de l'avenue des Ternes, elle a pris le nom de « place du Général-Kœnig » depuis 1978. 
De forme oblongue, cette place mesure près de 100 m de long ; elle va du boulevard Pershing jusqu'au boulevard Gouvion-Saint-Cyr.
À l'ouest, elle forme le parvis de l'église Notre-Dame-de-Compassion qui fut déplacée là et reconstruite pierre par pierre lors de la construction du palais des congrès de la porte Maillot.
La place est dominée à l'autre extrémité par la tour de l'hôtel Hyatt Regency Paris Étoile (ex-Concorde La Fayette), une des plus hautes de Paris, et le palais des congrès de Paris.

## Historique

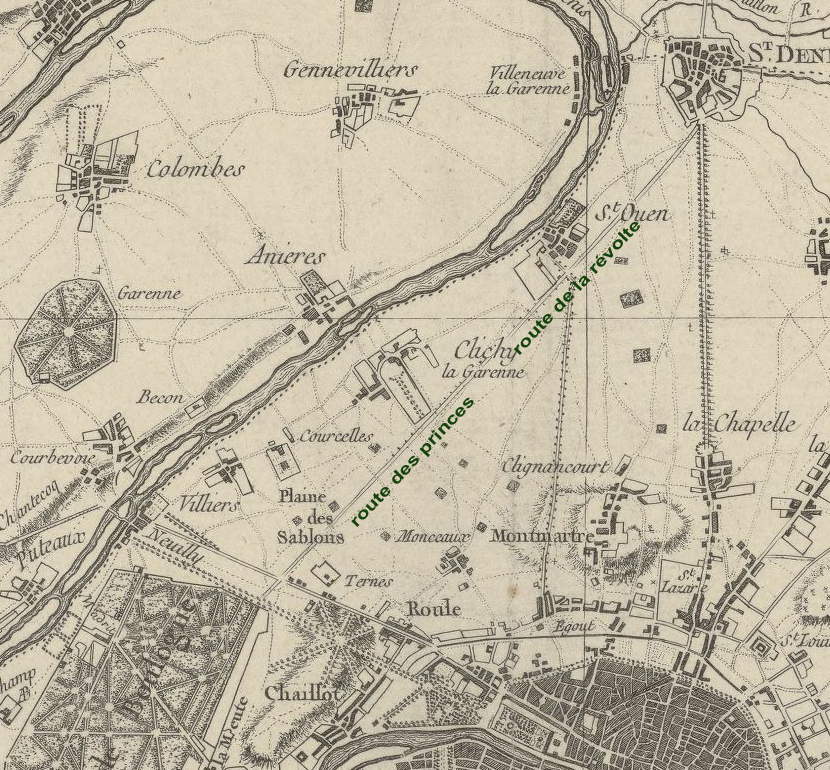
Plan de Roussel (1730).

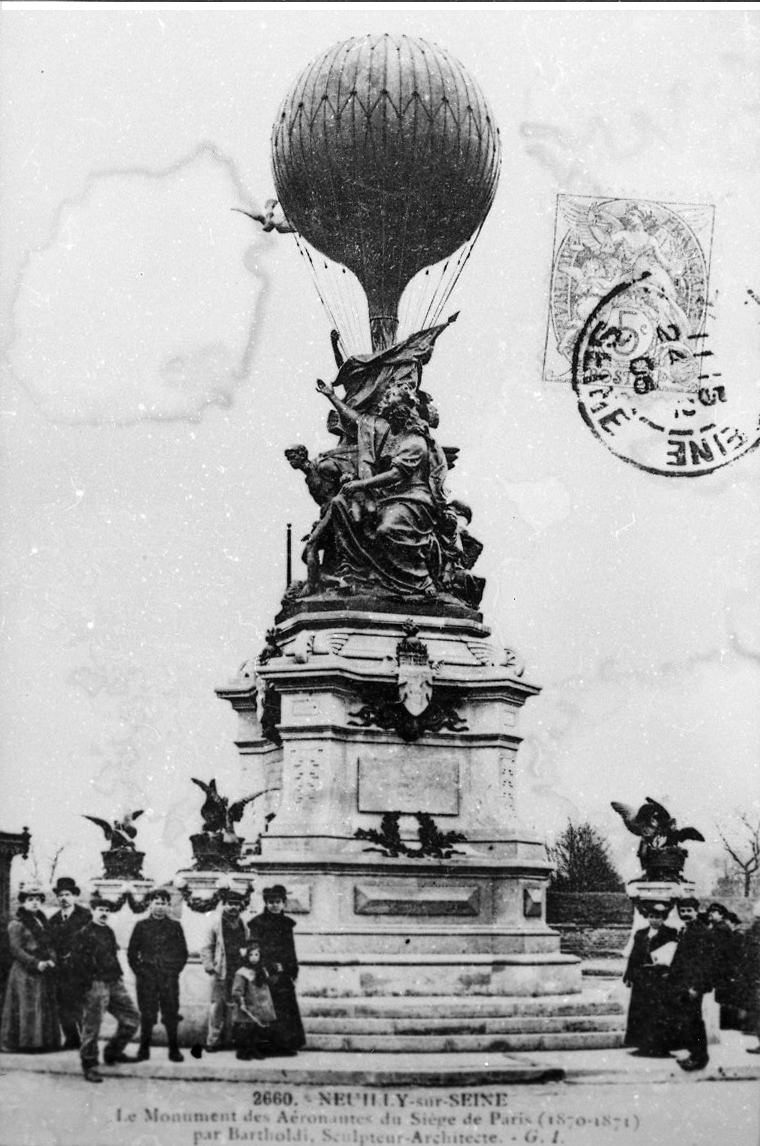
Le Ballon des Ternes par Bartholdi.

La porte des Ternes date de 1843. Elle fut créée lors de la construction des fortifications de Thiers coupant en deux l'avenue du Roule qui allait de la place des Ternes au pont de Neuilly et qui était alors entièrement située sur le territoire de Neuilly.
Cependant le carrefour qui deviendra la porte des Ternes existait depuis fort longtemps puisqu'il figure sur la carte des environs de Paris en 1730 à l'intersection de l'avenue des Ternes et de la route dite des Princes.
Celle-ci venait de l'allée Royale dans le bois de Boulogne, passait par l'actuelle porte Maillot et se prolongeait en ligne droite jusqu'à Saint-Denis. Ce chemin, qui deviendra en 1750 la route de la Révolte et la place prendra alors également le nom de « rond-point de la Révolte ».
Lors de la construction des fortifications de Thiers, une porte fut aménagée entre les bastions nos 50 et 51 ; elle prit le nom de « porte des Ternes » juste à l'est du rond-point de la Révolte qui conserva son nom.
La  partie de cette place qui était sur le territoire de Neuilly-sur-Seine prit le nom de « place du Maréchal-Gallieni » après la Première Guerre mondiale.
Cette place fut agrandie dans les années 1920 lors de la destruction des bastions nos 50 et 51 de l'enceinte de Thiers, et l'annexion par Paris du territoire situé jusque-là à Neuilly-sur-Seine. Elle reprend alors le nom de « place de la Porte-des-Ternes ». En 1978, elle prend le nom du général Marie-Pierre Kœnig(1898-1970).

## Monument duBallon des Ternes

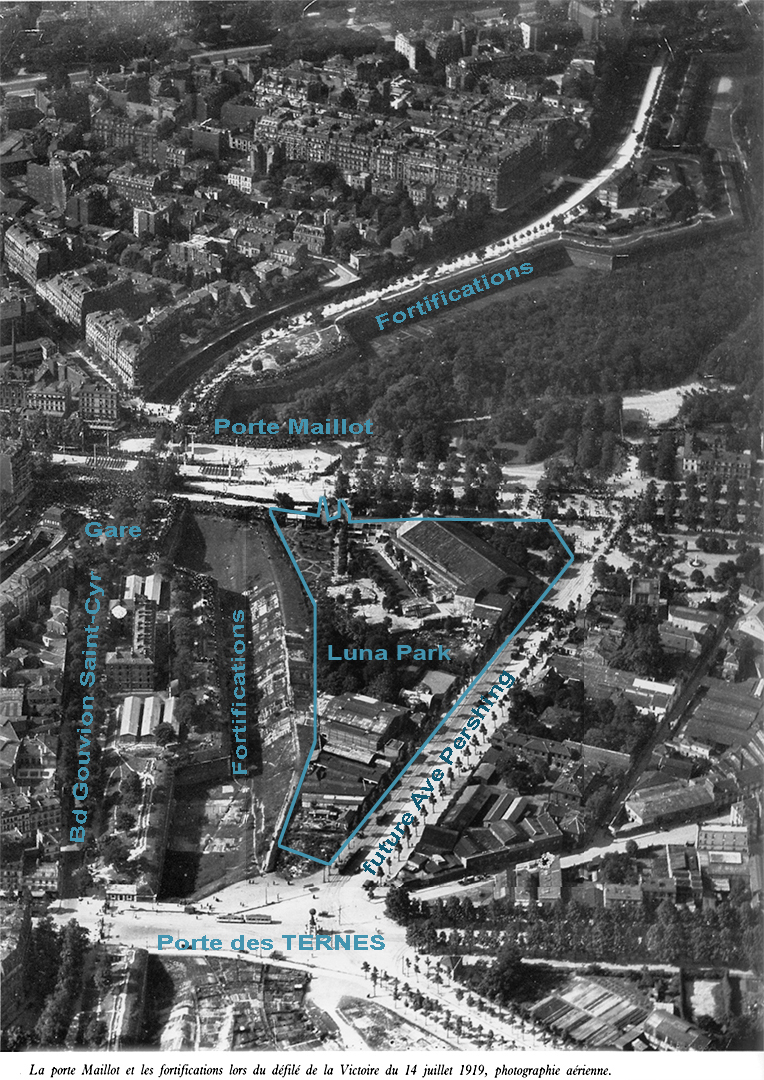
En avant-plan,
le Ballon des Ternes en 1919.

De 1906 à 1941, au milieu de la place, devant la tour de l'actuel hôtel Hyatt Regency Paris Étoile (ex-hôtel Concorde-Lafayette), s'élevait un monument nommé le Ballon des Ternes, qui évoquait les aéronautes du siège de Paris (1870), la mémoire de Gambetta ainsi que celle des 30 aérostiers qui quittèrent Paris depuis cet emplacement lors du siège de 1870.
En effet, le Paris assiégé de 1870 employait des ballons montés libres pour garder le contact avec la province. Ainsi Gambetta, ministre de l'Intérieur, utilisa l’un des 60 ballons gonflés au gaz de ville de la Compagnie d'aérostiers pour se soustraire au blocus de Paris. Trop exposé à l'ennemi aux Ternes, Gambetta s’envola le 7 octobre 1870 de la place Saint-Pierre de Montmartre à bord du ballon nommé Barbès pour rejoindre la Délégation du gouvernement provisoire réfugiée à Tours afin d'organiser l’administration et surtout les armées.
Tout proche de l'aérodrome de la porte Maillot et de son ballon captif, le ballon des Ternes était un monument en bronze, œuvre du sculpteur Frédéric-Auguste Bartholdi (1834-1904), le créateur de la statue de la Liberté et du Lion de Belfort. 
Le groupe représentait la Ville de Paris, sur les genoux de laquelle reposait un enfant tendant les mains vers un pigeon lui apportant des nouvelles du pays. Auprès d'eux se tenaient un jeune homme armé d'une épée et un marin se cramponnant à l'aérostat. Un imposant ballon de cuivre martelé couronnait l'ensemble de ce groupe commémoratif. Il fut inauguré le 28 janvier 1906.
Ce ballon fut fondu par les Allemands, durant la dernière guerre comme le rappelle Raymond Queneau dans un poème. Aujourd'hui seul un restaurant, Le Ballon des Ternes au bord de l'avenue des Ternes, conserve la mémoire de ce ballon qui fut pendant trente-cinq ans le repère d'orientation pour les habitants du quartier.